# デルブリュック散乱
デルブリュック散乱(英語: Delbrück Scattering)は真空偏光の結果として原子核のクーロン場で高エネルギー光子が偏向する現象で、1975年に観測された。これに関わる、光による光の散乱も真空偏光の結果として起こるが、1998年までは観測されなかった。いずれの場合も、量子電気力学で記述された散乱過程である。

デルブリュック散乱のファインマン・ダイアグラム。波線は光子を、二重線は原子核の外部場中の電子を表している。
最も低い次数のファインマンダイアグラムは4つの頂点を持ち、2つの光子が入射し、それが仮想の電子と陽電子を対生成し、それが対消滅し、再び2つの実光子となる。

## 発見
1932年から1937年まで、マックス・デルブリュックはベルリンで、オットー・ハーンと共同でウランに中性子を照射する研究を行っていたリーゼ・マイトナーの助手を務めていた。この期間にいくつかの論文を執筆し、そのうちの一つがクーロン場による真空の偏光によるガンマ線の散乱に関する重要な貢献であった（1933年）。彼の結論は理論的には正しいが、その時点では適用できないことが判明したが、20年後にハンス・ベーテがこの現象を確認し、「デルブリュック散乱」と命名した。
1953年、ロバート・ラスバン・ウィルソンは鉛原子核の電場による1.33MeVガンマ線のデルブリュック散乱を観測した。

## References
1. ↑  Burke, D. L.; Field, R. C.; Horton-Smith, G.; Spencer, J. E.; Walz, D.; Berridge, S. C.; Bugg, W. M.; Shmakov, K. et al. (1997). “Positron Production in Multiphoton Light-by-Light Scattering”. Physical Review Letters 79 (9):  1626–1629. Bibcode: 1997PhRvL..79.1626B. doi:10.1103/PhysRevLett.79.1626.
2. ↑  Biographical Memoirs: Volume 62 pp66-117 "MAX LUDWIG HENNING DELBRÜCK 4 September 1906 - 10 March 1981" BY WILLIAM HAYES http://books.nap.edu/openbook.php?record_id=2201&page=66